# 出羽嵐大輔
出羽嵐 大輔（でわあらし だいすけ、1970年（昭和45年）7月28日 - 2010年（平成22年）3月30日）は、長崎県対馬市（旧上県郡上県町）出身で出羽海部屋に所属した大相撲力士。本名は須川 清（すがわ きよし）。身長184cm、体重186kg。得意手は突き、押し、右四つ、寄り。最高位は西前頭14枚目（1998年（平成10年）7月場所）、血液型はO型、趣味は映画鑑賞。
本場所の場内アナウンスにおいては「長崎県上県郡上県町出身」ではなく「長崎県対馬出身」と紹介されていた。

## 来歴
地方公務員の二男として誕生し、上県町立佐護中学校ではバレーボールと柔道で活躍し、体格と運動神経を見出されて中学卒業後の角界入りを勧められたが、気が進まず断り長崎県立対馬高等学校に入学。同高校時代は柔道部に所属していた。高校卒業後の進路について警察官を検討しつつも迷っていた時に、同じ長崎県出身で当時現役の幕内力士だった両国を、柔道部の顧問教諭から紹介され、当初全く気が進まなかったが熱心な勧誘と家族の賛成もあり、卒業後に出羽海部屋に入門。1989年（平成元年）3月場所に初土俵を踏んだ。腰の重さを生かした押し相撲で、着実に番付を上げて行き、1990年（平成2年）7月場所では序二段で、1993年（平成5年）7月場所では三段目で、それぞれ全勝優勝を遂げた。
入門当初は本名の須川を四股名としていたが、三段目時代の1991年（平成3年）11月からは対馬灘（つしまなだ）に改名し、幕下時代の1994年（平成6年）3月場所からは後の師匠で当時部屋付きだった年寄・境川（元関脇・鷲羽山）の実兄（元十両・常の山）が新十両直前まで名乗っていた出羽嵐の四股名に改名。以降、引退まで当四股名を名乗った。
対馬灘を名乗っていた時期にはやや苦労し、幕下と三段目の往復を繰り返したが、出羽嵐を名乗って3場所目、西三段目27枚目で迎えた1994年7月場所以降、4場所連続で勝ち越し、西幕下24枚目で迎えた1995年（平成7年）3月場所は白星を挙げることなく途中休場したが、翌5月場所以降も勝ち越しを続け、西幕下22枚目で迎えた同年9月場所3日目の2番相撲では志賀（後の大関・栃東）に突き出しで勝利し、志賀が序ノ口在位時から続けていた本割での連勝を26で止める快挙を遂げた。
志賀戦での勝利以降も好調を維持し勝ち越しを続け、1996年（平成8年）7月場所に十両に昇進。十両に昇進した当初は攻めの遅さを露呈したり負傷して休場（1997年（平成9年）5月場所は14日目を不戦敗で途中休場、翌7月場所は公傷休場。）したりして、番付は一進一退だったが、負傷明け以降次第に立合いからの突き押しに磨きが掛かり、西十両3枚目で迎えた1998年（平成10年）5月場所では10勝5敗と優勝同点（優勝決定戦で大碇に敗北し、十両優勝には至らず）の成績を修め、の翌7月場所には新入幕を果たした。
1場所で十両に番付を落としたが、1999年（平成11年）1月場所に再入幕。場所前の稽古から体調も万全とされていたが、場所中に蜂窩織炎を患い4日目から途中休場を余儀なくされ、症状が緩和した8日目から再出場したが4勝に留まり、再び十両に陥落し、以降、幕内に返り咲くことはなかった。
1999年（平成11年）頃に糖尿病を患って以降、十両でも負け越しが多くなり、東十両6枚目で迎えた2000年（平成12年）3月場所で3勝12敗と大敗し、翌5月場所で幕下に陥落した。幕下陥落以降も疾患の影響は大きく、本来の押し相撲が影を潜め3場所連続で負け越し。東幕下44枚目で迎えた2000年11月場所は4勝3敗と7場所振りに勝ち越したが、当場所を最後に引退した。
引退後の一時期は大阪で板前修業をしたが、第二の修業先として勤務を開始する予定だった岐阜の居酒屋が閉店し、仕事を探し直していた所を、引退して中立部屋（2003年より境川部屋へ改称）を新設していた元両国の中立の勧めで2001年（平成13年）5月から中立部屋のマネージャーを務めていた。中立は当初、新たな就業先が決まるまでの暫定的な形で出羽嵐をマネージャーに採用していたが、結果的に本格的に部屋に従事する形となった。
マネージャー業務の傍らで2005年（平成17年）にはロブ・マーシャル監督の映画『SAYURI』に相撲レスラー役として出演した。尚、同映画には出羽嵐の対戦相手役として、現役時代の部屋の弟弟子である舞の海も出演した。
2009年（平成21年）10月に体調を崩したためにマネージャーを辞職し、療養生活に入っていた。
2010年（平成22年）3月30日、心筋梗塞のため死去。39歳没。

## 主な戦績
- 通算成績：326勝321敗27休　勝率.504
- 幕内成績：10勝17敗3休　勝率.370
- 現役在位：71場所
- 幕内在位：2場所
- 各段優勝
  - 三段目優勝：1回（1993年7月場所）
  - 序二段優勝：1回（1990年7月場所）

### 場所別成績
| | 一月場所 初場所（東京） | 三月場所 春場所（大阪） | 五月場所 夏場所（東京） | 七月場所 名古屋場所（愛知） | 九月場所 秋場所（東京） | 十一月場所 九州場所（福岡） |
| --- | ----------------------- | ----------------------- | ----------------------- | --------------------------- | ----------------------- | --------------------------- |
| 1989年 （平成元年） | x                       | （前相撲）              | 東序ノ口13枚目 4–3      | 西序二段132枚目 5–2         | 西序二段86枚目 4–3      | 西序二段55枚目 4–3          |
| 1990年 （平成2年） | 東序二段29枚目 2–5      | 序二段66枚目 4–3        | 西序二段36枚目 1–5–1    | 東序二段82枚目 優勝 7–0     | 東三段目72枚目 2–5      | 西三段目95枚目 4–3          |
| 1991年 （平成3年） | 西三段目69枚目 3–4      | 東三段目88枚目 5–2      | 西三段目58枚目 5–2      | 東三段目27枚目 2–5          | 東三段目55枚目 5–2      | 東三段目25枚目 2–5          |
| 1992年 （平成4年） | 西三段目52枚目 6–1      | 東三段目6枚目 4–3       | 西幕下53枚目 0–4–3      | 東三段目27枚目 5–2          | 西幕下57枚目 2–5        | 西三段目25枚目 5–2          |
| 1993年 （平成5年） | 東幕下60枚目 3–4        | 東三段目12枚目 5–2      | 西幕下45枚目 1–6        | 西三段目14枚目 優勝 7–0     | 東幕下11枚目 4–3        | 西幕下6枚目 1–5–1           |
| 1994年 （平成6年） | 東幕下37枚目 3–4        | 西幕下50枚目 2–5        | 東三段目14枚目 3–4      | 西三段目27枚目 4–3          | 東三段目12枚目 4–3      | 東三段目筆頭 5–2            |
| 1995年 （平成7年） | 西幕下42枚目 5–2        | 西幕下24枚目 0–4–3      | 西幕下58枚目 6–1        | 東幕下29枚目 4–3            | 西幕下22枚目 4–3        | 東幕下16枚目 5–2            |
| 1996年 （平成8年） | 西幕下7枚目 4–3         | 東幕下5枚目 4–3         | 東幕下2枚目 4–3         | 西十両13枚目 8–7            | 東十両9枚目 8–7         | 西十両6枚目 7–8             |
| 1997年 （平成9年） | 西十両7枚目 7–8         | 西十両8枚目 8–7         | 西十両5枚目 5–9–1       | 西十両10枚目 休場 0–0–15    | 西十両10枚目 6–9        | 東十両13枚目 9–6            |
| 1998年 （平成10年） | 西十両7枚目 8–7         | 西十両5枚目 8–7         | 西十両3枚目 10–5        | 西前頭14枚目 6–9            | 東十両2枚目 6–9         | 東十両5枚目 9–6             |
| 1999年 （平成11年） | 東前頭15枚目 4–8–3      | 東十両4枚目 9–6         | 東十両3枚目 7–8         | 西十両4枚目 7–8             | 西十両6枚目 8–7         | 西十両3枚目 7–8             |
| 2000年 （平成12年） | 西十両4枚目 7–8         | 東十両6枚目 3–12        | 東幕下筆頭 1–6          | 西幕下20枚目 3–4            | 西幕下29枚目 2–5        | 東幕下44枚目 引退 4–3–0     |
| 各欄の数字は、「勝ち-負け-休場」を示す。 優勝 引退 休場 十両 幕下 三賞：敢=敢闘賞、殊=殊勲賞、技=技能賞 その他：★=金星 番付階級：幕内 - 十両 - 幕下 - 三段目 - 序二段 - 序ノ口 幕内序列：横綱 - 大関 - 関脇 - 小結 - 前頭（「#数字」は各位内の序列） |                         |                         |                         |                             |                         |                             |

### 幕内対戦成績
| 力士名   | 勝数 | 負数 | 力士名 | 勝数 | 負数 | 力士名   | 勝数 | 負数 | 力士名 | 勝数 | 負数 |
| -------- | ---- | ---- | ------ | ---- | ---- | -------- | ---- | ---- | ------ | ---- | ---- |
| 朝乃翔   | 1    | 1    | 朝乃若 | 0    | 1    | 旭豊     | 1    | 0    | 海鵬   | 0    | 2    |
| 巌雄     | 0    | 1(1) | 旭鷲山 | 0    | 2    | 旭天鵬   | 1    | 0    | 五城楼 | 0    | 2    |
| 琴稲妻   | 1    | 0    | 琴ノ若 | 0    | 1    | 琴龍     | 0    | 1    | 玉春日 | 1    | 0    |
| 千代天山 | 0    | 1    | 寺尾   | 1    | 0    | 栃乃和歌 | 0    | 1    | 水戸泉 | 1    | 1    |
| 湊富士   | 0    | 1    |        |      |      |          |      |      |        |      |      |

## 改名歴
- 須川 清（すがわ きよし）1989年3月場所 - 1991年9月場所
- 対馬灘 清（つしまなだ - ）1991年11月場所 - 1994年1月場所
- 出羽嵐 大輔（でわあらし だいすけ）1994年3月場所 - 2000年11月場所